# Oktant (Sternbild)
Der Oktant (lateinisch Octans) ist das südlichste Sternbild am Nachthimmel.

## Beschreibung
Der Oktant ist ein unscheinbares Sternbild am südlichen Himmelspol. Im Gegensatz zum nördlichen Gegenstück, dem Kleinen Bären mit dem hellen Stern Polaris, befindet sich in der Nähe des Himmelssüdpols kein auffälliger Stern. Der nächstgelegene, mit bloßem Auge sichtbare Stern Polaris Australis (Bayer-Bezeichnung Sigma Octantis) ist ein Stern der 5. Größenklasse.

## Geschichte
Das Sternbild wurde 1752 von dem französischen Astronomen und Mathematiker Nicolas Louis de Lacaille eingeführt. Von 1750 bis 1754 vermaß de Lacaille in Südafrika in der Nähe von Kapstadt die Positionen von über 10.000 Sternen am südlichen Sternenhimmel. Während dieser Beobachtungen erstellte er 14 neue Sternbilder.
Das Sternbild Oktant ist eines davon. Es soll einen Oktanten darstellen, ein Instrument, das von Seefahrern früher zur Positionsbestimmung genutzt wurde. Auf Johann Elert Bode´s Uranographia von 1801 erschien de Lacailles neues Sternbild unter dem Namen „Octans Nautica“.

## Himmelsobjekte

### Sterne
Wegen der südlichen Lage haben die Sterne keine Flamsteed-Bezeichner.
| B  | Namen o. andere Bezeichnungen | Größe | Lj | Spektralklasse |
| -- | ----------------------------- | ----- | -- | -------------- |
| ν  |                               | 3,76m |    | K0 III         |
| β  |                               | 4,13m |    | A9 IV/V        |
| δ  |                               | 4,31m |    | K2 III         |
| θ  |                               | 4,78m |    | K2 III         |
| ε  |                               | 5,09m |    | M6 III         |
| γ1 |                               | 5,10m |    | G7 III         |
| α  |                               | 5,13m |    | F4 III         |
| λ  |                               | 5,27m |    | G8/K0 III      |
| γ2 |                               | 5,29m |    | K1/K2 III      |
| ξ  |                               | 5,32m |    | B6 IV          |
| ζ  |                               | 5,43m |    | F0 III         |
| ι  |                               | 5,45m |    | K0 III         |
| σ  | Polaris Australis             | 5,45m |    | F0 III         |
| φ  |                               | 5,47m |    | A0 V           |
| ψ  |                               | 5,49m |    | F3 III         |
| τ  |                               | 5,50m |    | K2 III         |

Ny Octantis, der hellste Stern im Oktanten, ist ein 69 Lichtjahre entfernter, orange leuchtender Stern der Spektralklasse K0 III.
Beta Octantis ist 140 Lichtjahre entfernt. Es handelt sich um einen weiß leuchtenden Stern der Spektralklasse A9 IV.
Sigma Octantis ist 270 Lichtjahre entfernt. Mit einer scheinbaren Helligkeit von 5,45m ist er gerade noch mit bloßem Auge sichtbar. 

Der lateinische Name Polaris Australis bedeutet „südlicher Polarstern“.

### NGC-Objekte
| NGC  | sonstige | Größe | Typ                 | Name |
| ---- | -------- | ----- | ------------------- | ---- |
| 2573 |          |       | Galaxie             |      |
|      | IC 4333  |       | Galaxie             |      |
|      | IC 4864  |       | Galaxie             |      |
|      | IC 4912  |       | Galaxie             |      |
| 6438 |          |       | Galaxie             |      |
| 7098 |          |       | Galaxie             |      |
|      | Mel 227  |       | Offener Sternhaufen |      |